# Helmut Wobisch
Helmut Wobisch (* 25. Oktober 1912 in Wien; † 20. Februar 1980 ebenda) war ein österreichischer Musiker und Kulturmanager. Er war Informant des Sicherheitsdienstes des Reichsführers SS (SD).

## Leben
Helmut Wobisch studierte Philosophie und Chemie an der Universität Wien, gleichzeitig besuchte er die Wiener Musikakademie. 1936 wurde der Trompeter Bühnenmusiker an der Wiener Staatsoper.
Wobisch trat am 1. April 1933 der NSDAP bei (Mitgliedsnummer 1.529.268) und nahm als Illegaler am Juli-Putsch 1934 teil. Er war seit November 1934 Mitglied der SS (SS-Nummer 309.651), in der er es zum Untersturmführer brachte.
Nach dem „Anschluss“ Österreichs an das Deutsche Reich 1938 wurde Wobisch der Titel eines Kammermusikers verliehen. 1939 wurde Wobisch Mitglied der Wiener Philharmoniker und von der Bühnenmusik in das Staatsopernorchester befördert. Während der Zeit des Nationalsozialismus war er Leiter der Bläserausbildung der Hitlerjugend im Gebiet Wien. Von den NS-Behörden wurde er als „gut unterrichteter“ Informant (Spitzel) des SD geführt.
Nach dem Krieg wurde Wobisch aufgrund des Verbotsgesetzes aus dem Orchester der Wiener Staatsoper entlassen. 1950 wurde er wieder eingestellt. Von 1954 bis 1968 war der Solotrompeter Geschäftsführer der Wiener Philharmoniker. Ab 1953 hatte er einen Lehrauftrag an der Wiener Musikakademie inne. 1958 wurde ihm der Titel „Professor“ verliehen. 1967 erhielt Wobisch das Große Ehrenzeichen für Verdienste um die Republik Österreich.
1969 gründete Wobisch gemeinsam mit Jakob Stingl den Carinthischen Sommer in Ossiach. Bis zu seinem Tod war Wobisch Intendant des Festivals.
Als Solotrompeter ist Helmut Wobisch auf verschiedenen Schallplattenaufnahmen zu hören, unter anderem mit den Zagreber Solisten.

## Affäre Schirach
Der später im Nürnberger Prozess gegen die Hauptkriegsverbrecher zu einer Haftstrafe verurteilte NS-Politiker Baldur von Schirach amtierte als Reichsstatthalter und Gauleiter in Wien, als die Wiener Philharmoniker 1942 ihr 100-jähriges Bestehen feierten. Auf sein Betreiben waren die Musiker vom Kriegsdienst freigestellt. Schirach erhielt damals den Ehrenring des Orchesters; die Gasse zwischen der Wiener Staatsoper und dem Hotel Sacher erhielt den Namen Philharmonikerstraße. Der Ring wurde Schirach von den amerikanischen Besatzern abgenommen. Wobisch überbrachte Schirach nach dessen 1966 erfolgter Entlassung aus der Haft im Spandauer Kriegsverbrechergefängnis höchstwahrscheinlich ein Duplikat des 1942 an ihn verliehenen Ehrenrings. Es ist unbekannt, ob dies eine inoffizielle Privatmission Wobischs oder ein diskreter Beschluss des Orchestervereins war.

## Widerruf von Ehrungen
Aus dem Archiv der Wiener Philharmoniker geht eindeutig die NS-Verstrickung von Wobisch hervor. Der Gemeinderat von Villach widerrief daher 2013 die Ehrenringverleihung an Wobisch vom Mai 1979. Nach Wobisch sind noch Straßen in Steindorf am Ossiacher See und in Bodensdorf (Feldkirchen) benannt.